# Skalice u Znojma

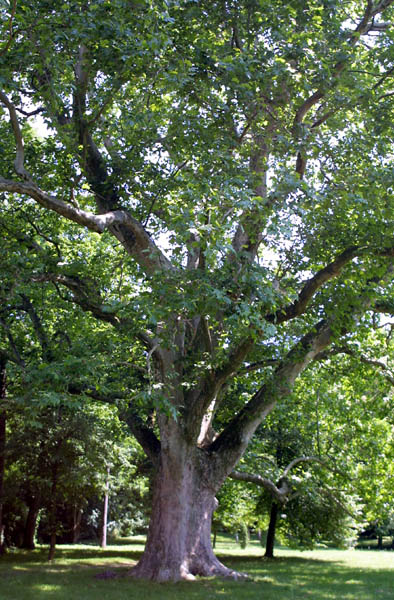
Platane im Schlosspark

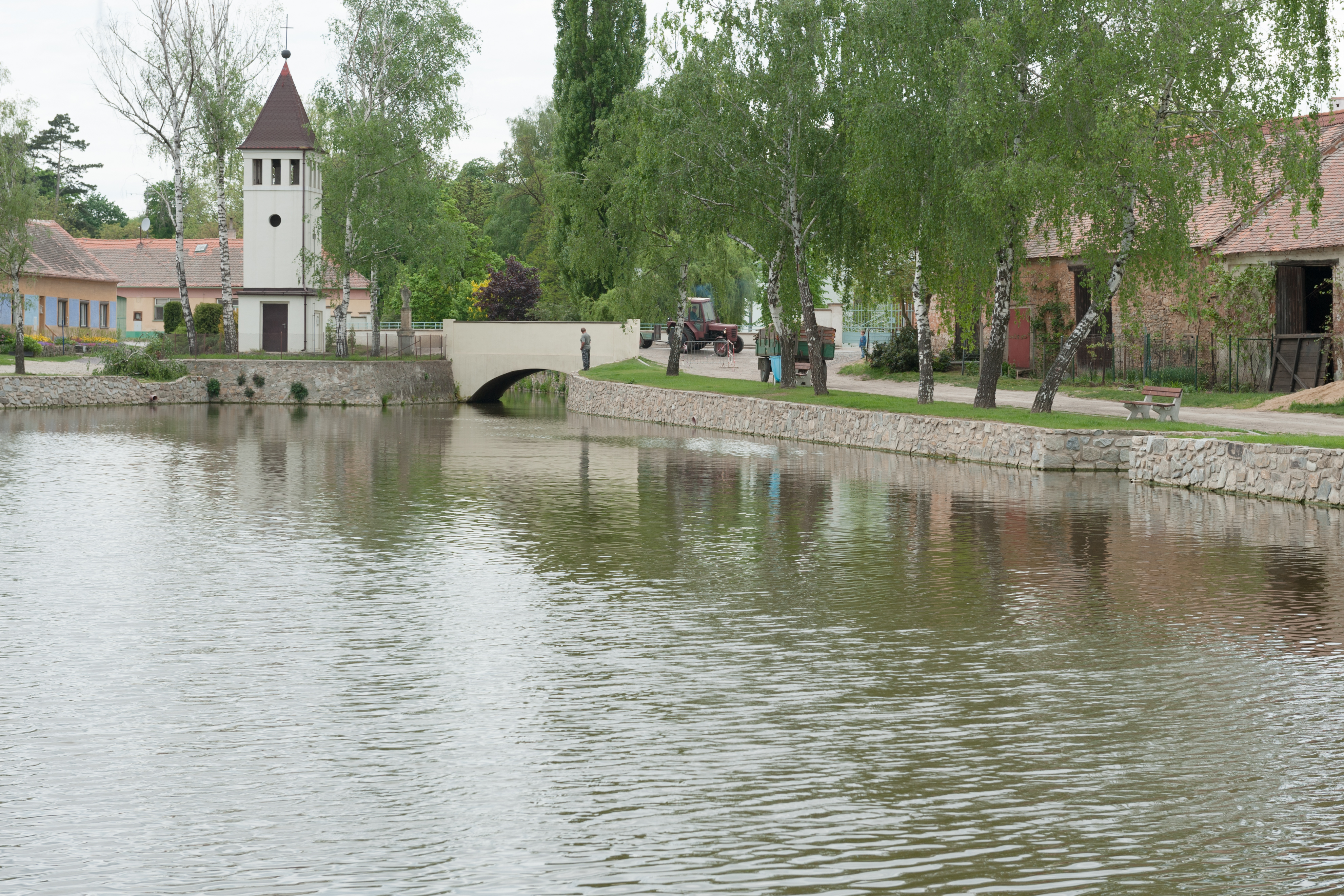
Dorfteich und Glockenturm

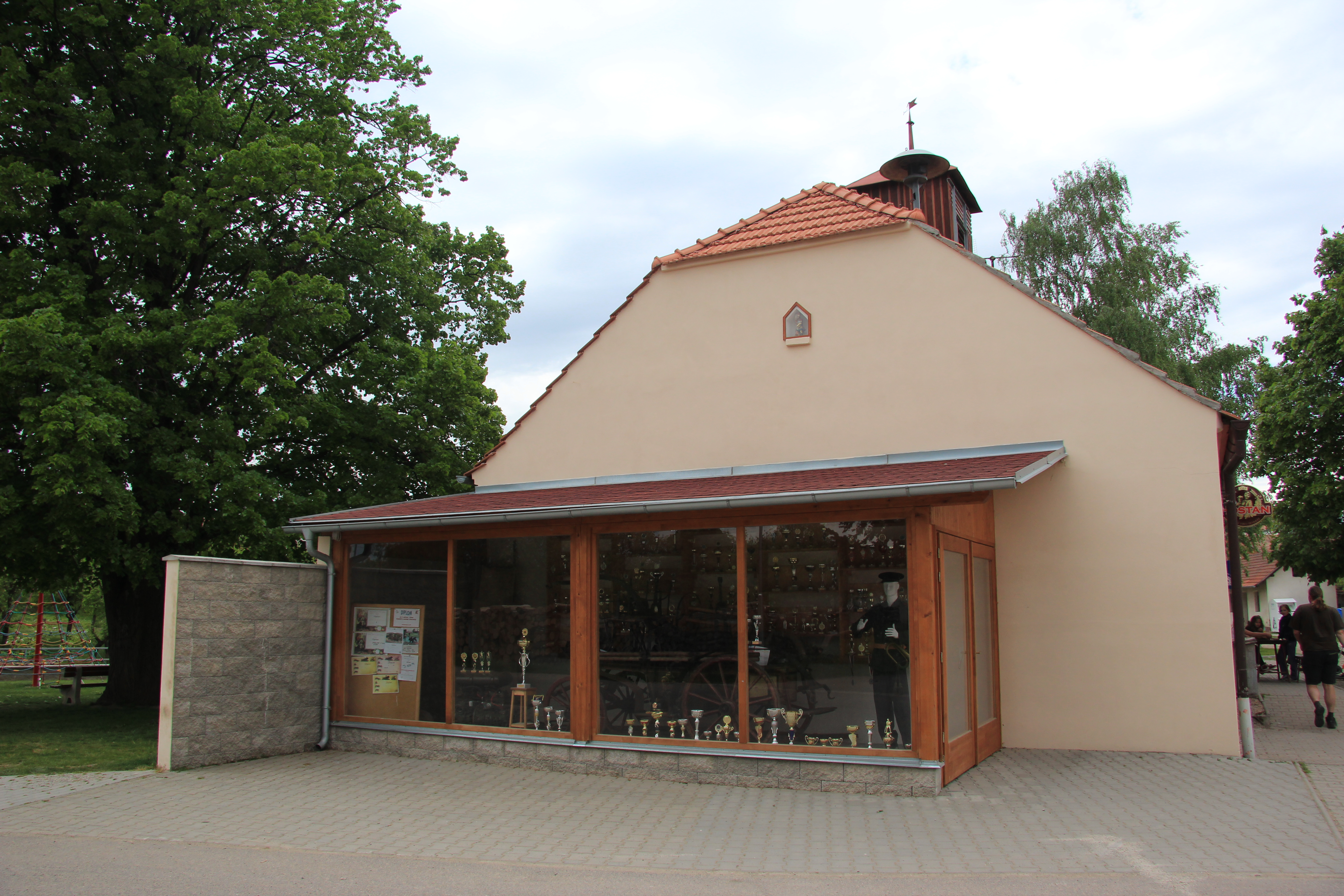
Feuerwache mit Ausstellung

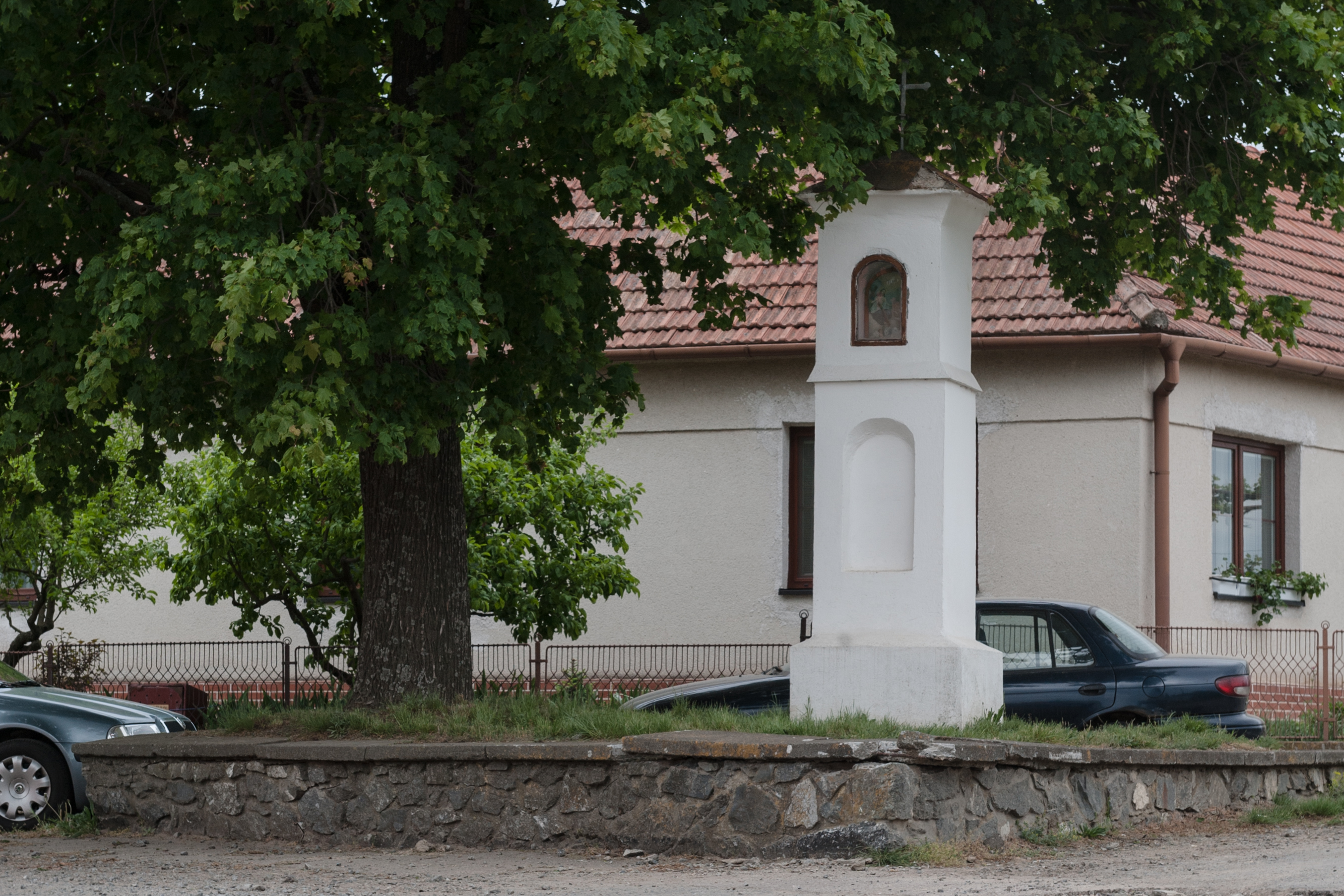
Bildstock

Skalice (deutsch Skalitz, 1939–45 Golitz) ist eine Gemeinde in Tschechien. Sie liegt zwölf Kilometer südwestlich von Moravský Krumlov und gehört zum Okres Znojmo.

## Geographie
Skalice befindet sich am südöstlichen Abfall der Jevišovická pahorkatina (Jaispitzer Hügelland) im Tal des Baches Skalička (Skalitzer Bach). Nördlich erheben sich die Žlíbky (341 m.n.m.) und im Osten der Kopec (253 m.n.m.). Am südlichen Ortsrand verläuft die Staatsstraße II/400 zwischen Hostěradice und Višňové.
Nachbarorte sind Džbánice und Vémyslice im Norden, Dobelice, Petrovice, Lesonice, Kadov und Miroslavské Knínice im Nordosten, Míšovice im Osten, Hostěradice und Chlupice im Südosten, Oleksovice, Stošíkovice na Louce und Vítonice im Süden, Želetice und Morašice im Südwesten sowie Višňové und Trstěnice im Nordwesten.

## Geschichte
Archäologische Funde belegen die Anwesenheit von Menschen auf dem Gemeindegebiet seit der Altsteinzeit. Eine ständige Besiedlung begann in der Jungsteinzeit.
Das Dorf gehörte in der Mitte des 13. Jahrhunderts zu den Besitzungen des Znaimer Burggrafen Boček von Jaroslavice und Zbraslav. Der Ortsname leitet sich vom Felsgrund der Skalička nordwestlich des Dorfes her. Die erste urkundliche Erwähnung von Skalice erfolgte im Jahre 1252 als Boček von Jaroslavice den dritten Teil des Weinzehnts aus dem Dorf dem neu gründeten Kloster Žďár schenkte. In Skalice bestand zu dieser Zeit eine dem hl. Veit geweihte Kapelle. Im Jahre 1348 gehörte ein Teil des Dorfes dem Gallus von Trmačov, 1367 wurde Jakob von Trmačov als Besitzer erwähnt. 1375 veräußerten Ulrich und Drahoslav von Lhota einen Freihof in Skalice an Artleb von Zezurka und Obora, der 1397 das gesamte Dorf an Wiknan von Kaniowitz verkaufte. 1412 verwendeten die Brüder Bohunek und Konrad das Prädikat von Skalice. 1419 verschrieb Niklas von Kalub seiner Frau Einkünfte aus den Dörfern Skalice und Újezd. Das nördlich von Skalice gelegene Dorf Kravky erlosch im 15. Jahrhundert. Nachfolgende Besitzer des Gutes waren um 1459 Johann von Skalice, um 1466 Adam von Skalice und danach der böhmische Oberstmarschall Johann von Leipa, der Skalice 1530 zusammen mit dem Gut Slatina an Hynek Jankovský von Wlaschim verkaufte. Dieser ließ wahrscheinlich als seinen Sitz eine Feste erbauen. Hyneks Erbe, Heinrich von Wlaschim, ließ das Gut Skalice mit einem Hof 1546 in der Landtafel an Dorothea von Mštěnice überschreiben. Zehn Jahre später erbten Dorotheas älteste Söhne Albrecht und Wenzel das Gut Skalice mit dem wüsten Hof Lyšanovský; der Freihof verschwand zum Ende des 16. Jahrhunderts gänzlich.
Ab 1564 gehörte das Gut Skalice dem Heinrich/Jindřich (V.) (belegt 1542–1567) Zajímač von Kunstadt-Jaispitz, der sich seit dieser Zeit das Prädikat von Skalice zulegte, und ab 1601 dem Heinrich Žalkovský von Žalkovice. 1633 erwarb Friedrich von Wlaschim auf Bítov und Jemnice das Gut Skalice samt dem Schloss und vereinigte es mit Slatina. 1687 erbte Maximilian Ernst Freiherr Jankovsky von Vlasching (1665–1736), der später noch in den Grafenstand erhoben wurde, die Güter von seinem gleichnamigen Vater. Aus seiner Ehe mit Katharina Gräfin von Lamberg entsprossen die Töchter Marie Anna Leopoldina (1696–1734) und Maria Johanna (1701–1752). Mit seinem Tode erlosch das Geschlecht Jankovsky von Vlasching im Mannesstamme. Die Güter Slatina und Skalice erbte Maximilians Ernst Tochter Leopoldina, die mit dem Feldmarschall Heinrich Dietrich Martin Joseph Graf Daun verheiratet war. Nachfolgend brach unter der Verwandtschaft ein Streit um das Familienerbe aus, der 1755 durch die böhmische Königin Maria Theresia zugunsten der Grafen Daun entschieden wurde. Im gleichen Jahre übernahm Leopoldinas Sohn Maximilian Franz Xaver Graf Daun das Gut; 1788 erbte es dessen Sohn Johann. Nachdem dieser 1795 verstorben war, fielen die Güter Bítov, Skalice, Horní Kounice, Horní Slatina und Slatina seinem minderjährigen Bruder Franz de Paula Josef († 1836) zu. In den Jahren 1805 und 1809 wurde das Dorf von französischen Truppen geplündert. Zu Beginn des 19. Jahrhunderts wurde der Amtssitz von Skalice nach Horní Kounice verlegt. 1837 erbte Franz de Paulas Sohn Heinrich Graf von Daun den Besitz. Die Grafen von Daun betrieben hier vor allem Schafzucht.
Im Jahre 1834 umfasste das mit den Gütern Latein, Ober-Kaunitz, Allingau, Röschitz, Chlupitz, Kordula  und Biskupitz verbundene Allodialgut Skalitz eine Nutzfläche von 1453 Joch 767 Quadratklafter. Im Durchschnitt wurden auf dem Gut Skalitz jährlich 351 Eimer Wein erzeugt, außerdem war auch der Anbau von Obst und Nüssen von Bedeutung. Das Dorf Skalitz bzw. Skalice bestand aus 79 Häusern mit mährischsprachigen 418 Einwohnern. Im Ort gab es ein neu erbautes Schloss mit Kapelle, einen obrigkeitlichen Meierhof, ein Branntweinhaus, eine Schule und eine Mühle. Pfarrort war Hosterlitz. Bis zur Mitte des 19. Jahrhunderts bildete Skalitz mit Chlupitz ein Allodialgut, Amtsort der vereinigten Güter war der Markt Ober-Kaunitz.
Nach der Aufhebung der Patrimonialherrschaften bildete Skalice / Skalitz ab 1849 eine Gemeinde im Gerichtsbezirk Hrottowitz. 1868 wurde die Gemeinde Teil des Bezirkes Kromau. Die Bewohner lebten von der Landwirtschaft und dem Weinbau. Da die Einkünfte der kleinen bäuerlichen Wirtschaften nicht ausreichten, wurden in Heimarbeit Perlmuttknöpfe gefertigt. Während der Saison arbeiteten auf dem Gut der Grafen von Daun auch slowakische Landarbeiter gegen Deputatlohn, die für sie errichtete Unterkunft (Haus Nr. 130) wurde im Volksmund Kasárna genannt. Mit dem Tode von Ottokar Graf von Daun erlosch das Geschlecht der Grafen von Daun 1904 im Mannesstamme. Auf der Grundlage eines Familienerbvertrages fielen die Güter den vier Kindern aus der Ehe von Bertha von Daun († 1856) und Karl Wilhelm von Haugwitz zu, die sich jedoch nicht über die Aufteilung des Erbes einigen konnten und die Güter verpachteten. Bis zum Beginn des 20. Jahrhunderts erfolgte ein zunehmender Zuzug deutschsprachiger Bevölkerung.
Nach dem Ersten Weltkrieg zerfiel der Vielvölkerstaat Österreich-Ungarn, die Gemeinde wurde 1918 Teil der neu gebildeten Tschechoslowakischen Republik. In den 1920er Jahren veräußerte die Familie Haugwitz das Gut Skalice an Heinrich von Baratta-Dragono. Dieser musste wegen Misswirtschaft fast alle Güter verkaufen, so dass ihm nur noch das durch die Bodenreform verkleinerte Gut Skalice verblieb. Die Perlmuttknopfherstellung erlosch in den 1930er Jahren.
Nach dem Münchner Abkommen verblieb Skalice 1938 bei der Tschechoslowakei und wurde in den Okres Moravské Budějovice eingegliedert. Während der deutschen Besetzung erhielt die Gemeinde 1939 den deutschen Namen Golitz. Bis 1945 lag die Gemeinde an der Grenze zum Deutschen Reich. In Golitz wurde eine deutsche Schule eingerichtet, in die auch die deutschen Kinder aus den umliegenden Protektoratsdörfern eingeschult wurden. Am 8. Mai 1945 besetzte die Rote Armee das Dorf. Nach dem Ende des Zweiten Weltkrieges wurde Skalice wieder Teil des Okres Moravský Krumlov. Heinrich von Baratta-Dragono wurde 1945 enteignet. Die deutschen Bewohner wurden nach Bayern vertrieben. Ein Teil der Tschechen verließ Skalice und zog in die entsiedelten Dörfer im Grenzgebiet. 1949 wurde eine JZD gebildet. In der nachfolgenden Zeit entstanden zahlreiche Einfamilienhäuser in Skalice; die JZD ließ zwei zweigeschossige Wohnblöcke errichten.
Im Zuge der Aufhebung des Okres Moravský Krumlov wurde Skalice 1961 dem Okres Znojmo zugeordnet. 1976 erfolgte der Zusammenschluss von Morašice und Skalice. Im Jahre 1990 löste sich Morašice wieder von Skalice los und bildete wieder eine eigene Gemeinde. 2005 wurde ein Erweiterungsbau der Schule fertiggestellt, in dem eine Küche, Speiseraum und Turnhalle untergebracht sind.

## Sehenswürdigkeiten
- Schloss Skalice mit Schlosskapelle des hl. Veit, es ist erstmals in den herrschaftlichen Rechnungen aus den Jahren 1633–1657 erwähnt. Zuvor stand an dessen Stelle wahrscheinlich eine von den Herren Jankovský von Wlaschim in der 1. Hälfte des 16. Jahrhunderts erbaute Feste. Das vierflügelige eingeschossige Gebäude mit rechteckigem Grundriss verfügte über 25 Zimmer. Zwischen 1831 und 1839 ließ Franz Graf Daun das Schloss im Empirestil zum Sommersitz der Herrschaft Vöttau umbauen, die Fertigstellung erlebte er nicht mehr. Dabei wurde die alte Schlosskapelle abgebrochen und eine neue Kapelle errichtet, die in den Nordflügel integriert ist. Im Jahre 1945 wurde das Schloss aus dem Besitz von Heinrich von Baratta-Dragono enteignet und der Gemeinde übertragen. In der nachfolgenden Zeit wurde das Schloss seiner gesamten Innenausstattung beraubt. 1954 erwarb die Česká katolická charita das Gebäude und richtete darin ein Heim für alte Frauen ein. 1960 wurde das Schloss unter die Verwaltung des Bezirksnationalausschusses gestellt. 1993 wurde das Altersheim aus der staatlichen Verwaltung ausgegliedert. Seit den 2000er Jahren wird das Bauwerk instand gesetzt und modernisiert. Es ist als Kulturdenkmal geschützt und nicht öffentlich zugänglich.[4]
- Schlosspark, er hat eine Ausdehnung von 3 ha und ist frei zugänglich. Dominiert wird der Park von der 35 m hohen Skalicer Platane, außerdem wachsen dort Gemeine Eschen, mächtige Amerikanische Gleditschien und seltene Sträucher. Vor dem Schloss befindet sich am Ende einer Lindenallee im Park ein steinerner Brunnen aus der 2. Hälfte des 18. Jahrhunderts mit zwei Delphinfiguren. Im Park befindet sich auch eine gemauerte Grotte mit einer Figur der Jungfrau Maria von Lourdes.
- Statue des hl. Johannes von Nepomuk am Ortsrand, sie stammt aus dem 18. Jahrhundert
- Statue des hl. Johannes von Nepomuk im Dorf, geschaffen im 19. Jahrhundert
- Kapelle östlich über dem Dorf am Hügel Kopec, sie wurde im 19. Jahrhundert vom Bauern Rabl errichtet
- Glockenturm am Dorfteich
- Ausstellung historischer Feuerlöschgeräte in der Feuerwache
- Getreidespeicher auf dem Hügel nördlich von Skalice, das mächtige Bauwerk wurde zu Beginn des 19. Jahrhunderts errichtet
- Tal der Skalička oberhalb von Skalice, an der Einmündung des Trstěnický potok durchbricht der Bach am Fuße einer Felswand eine geologische Verwerfung
- Mehrere Wegekreuze